# Mitsubishi Eclipse Cross
La Mitsubishi Eclipse Cross è un'autovettura del tipo crossover SUV prodotta dalla casa automobilistica giapponese Mitsubishi Motors a partire dal 2017.

## Descrizione

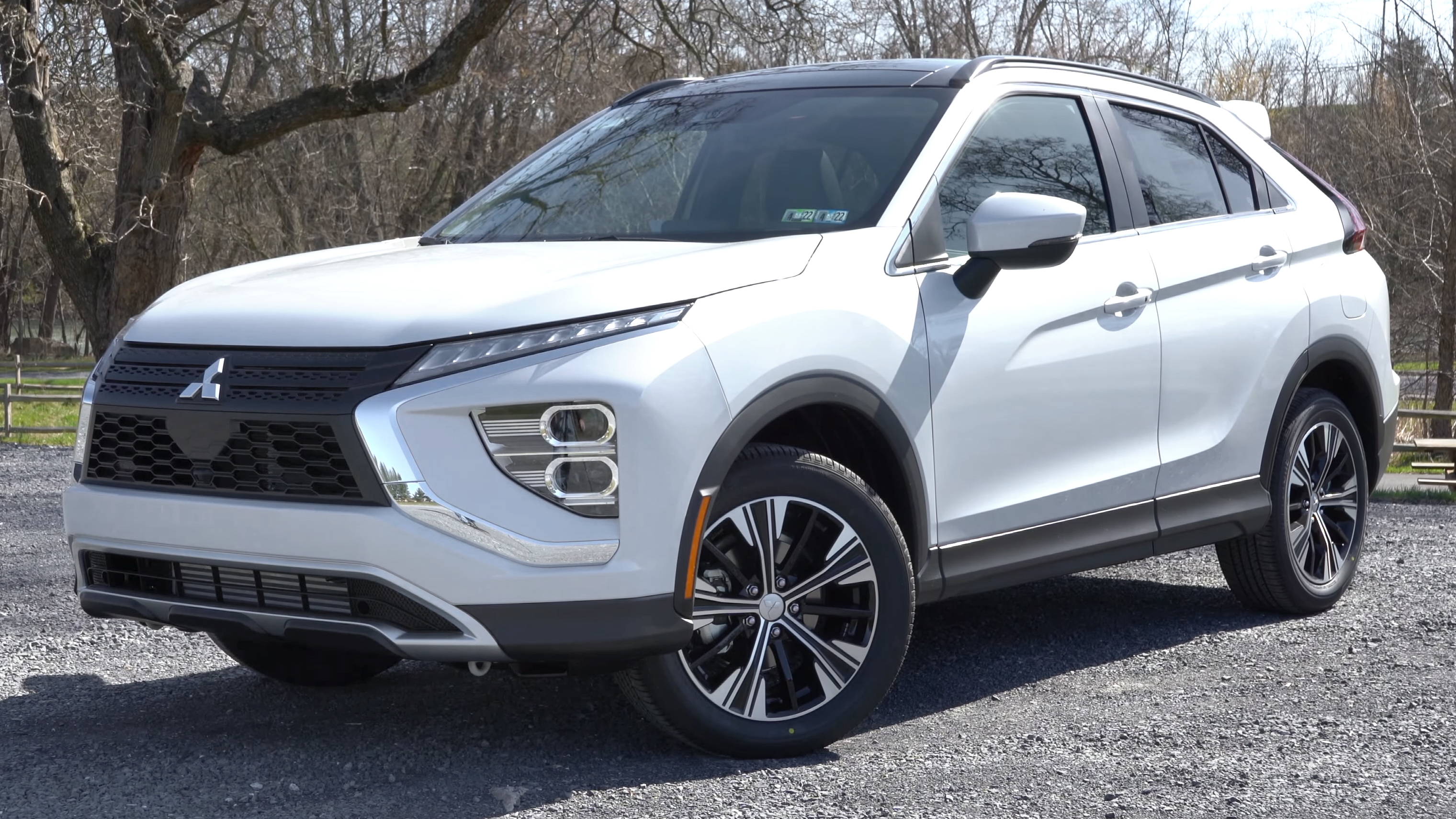
Eclipse Cross restyling

È stata anticipata dai concept XR-PHEV e XR-PHEV II, svelati rispettivamente nel 2013 e 2015. Il modello definitivo per la produzione in serie è stato presentato per la prima volta all'87º salone di Ginevra a marzo 2017. La vettura dimensionalmente si inserisce tra le ASX e Outlander nella gamma crossover della Mitsubishi.
Il nome richiama l'omonima coupé compatta Eclipse prodotta tra la fine degli anni 90 e gli inizi degli anni 2000. A differenza di quest'ultima però, la Eclipse Cross è un Crossover che combina elementi dei SUV con un taglio del tetto da coupé e non viene assemblata negli Stati Uniti come l'originale, ma in Giappone.
I motori disponibili sono dei quattro cilindri tutti turbocompressi: un benzina 1,5 litri 4B40 da 163 CV e un diesel da 2,2 litri 4N14 da 148 CV; la transmissione è affidata a un cambio manuale a 6 marce o in opzione a un automatico CVT a variazione continua con 8 marce.

### Restyling 2021
Nel 2021 arriva il restyling, caratterizzato dal nuovo frontale simile a quello della contemporanea Mitsubishi Outlander e una coda inedita che ingloba nuovi fanali. Non sono più disponibili le motorizzazioni a benzina e gasolio, ma debutta la versione ibrida plug-in ricaricabile che è l'unica propulsione disponibile in gamma abbinata alla sola trazione integrale.